# Roger Hodgson
Roger Hodgson (registrado como Charles Roger Pomfret Hodgson; Portsmouth, Hampshire, Inglaterra, 21 de Março de 1950) é um músico e cantor inglês e co-fundador da banda progressiva Supertramp. Conhecido por sua voz poder atingir altos agudos, uma marca registrada do Supertramp. Hodgson compôs e cantou a maioria dos sucessos, tais como “Give a Little Bit” (a qual alcançou a posição nº.15 na tabela do Billboard Pop Singles e o nº. 29 na tabela dos singles do Reino Unido), “The Logical Song”, “Take the Long Way Home”, “Dreamer”, “Breakfast in America”, e “It’s Raining Again”. Hodgson toca as canções que escreveu nos concertos ao vivo que apresenta na sua digressão mundial “Breakfast in América”. A revista Rolling Stone afirmou sobre a tournê de Hodgson: “Ao longo de todos estes anos pensei que era fan dos Supertramp, quando na verdade eu era e sou fan de Roger Hodgson. Que concerto! “WOW” é tudo o que eu posso dizer.”

## Biografia

### (1950-1969) Primeiros anos
Hodgson nasceu em 1950 e cresceu em Oxford, England numa família de classe média alta. Estudou na famosa Stowe School, em Buckinghamshire. Ele é conhecido por ter escrito a música "Breakfast in America" ainda na adolescência.

### (1969-1983) Fase Supertramp
Igual a Lennon/McCartney, todas as músicas do Supertramp eram registradas em nome da dupla Davies/Hodgson, apesar dos mesmos só terem escrito juntos apenas uma música 'School', sendo que na maior parte das vezes, o autor era quem a cantava. Roger Hodgson é o autor dos maiores sucessos do Supertramp, tais como "The Logical Song", "Dreamer", "Give A Little Bit", "Breakfast in America", "It's Raining Again", "Take the Long Way Home" e "Fool's Overture".

### (A partir de 1984) Fase solo
Após sair do Supertramp, em 1983, Hodgson investiu numa carreira solo, lançando em 1984 o álbum In The Eye of the Storm. Imediatamente comparado ao estilo do Supertramp, incluía faixas tais como "Had a Dream (Sleeping with the Enemy)" and "In Jeopardy". Neste álbum, Hodgson tocou todos os instrumentos, escreveu todas as músicas, além de ter produzido o álbum.
Seu segundo álbum, em 1987, Hai Hai tinha um estilo mais orientado à experimentação, mas mantendo o estilo de escrever de Hodgson. Antes do lançamento de Hai Hai, Hodgson sofreu um grave acidente em casa, onde fraturou gravemente ossos dos pulsos, fato que o impossibilitou de divulgar o álbum.
Após um longo tempo parado, se recuperando do acidente, Hodgson volta agora mais espiritualizado e faz sua segunda turnê (desde 1984), que resultou no álbum "Rites of Passage" em 1997. A turnê foi realizada com uma banda completa, incluindo seu filho, Andrew, e o saxofonista do Supertramp John Helliwell. Em 1998, Hodgson faz sua primeira turnê mundial.
Hodgson aparece no álbum Excalibur: La Legende Des Celtes com duas canções: "The Elements," e "The Will of God." O projeto foi encabeçado por Alan Simon e lançado em 1999.

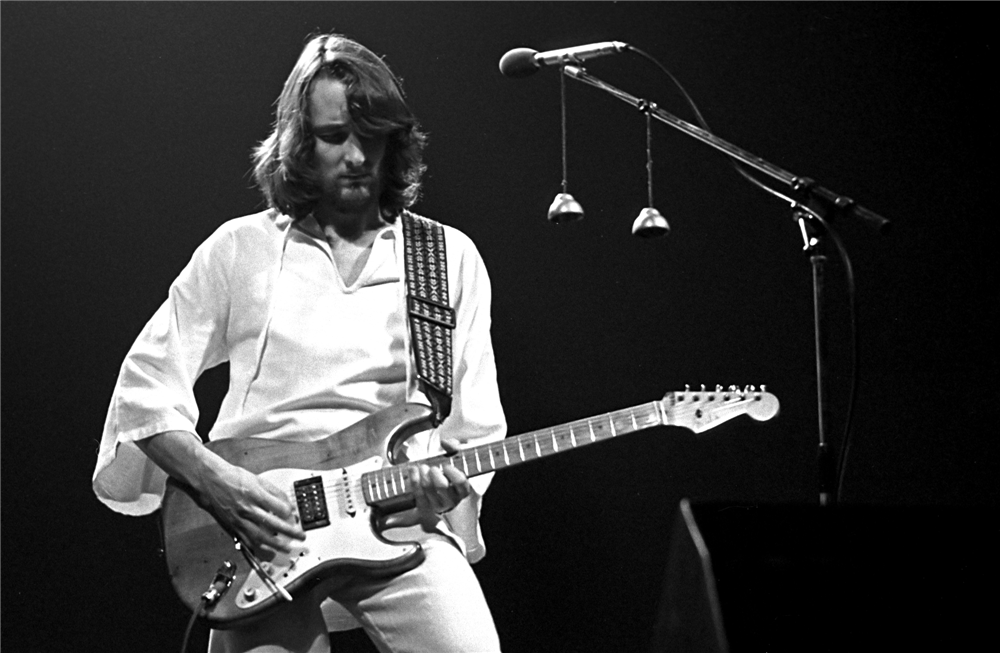
Hodgson em 1979.

Em 2000, Roger Hodgson participou dos vocais na faixa "The Moon Says Hello" de Carlos Núñez do CD Mayo Longo.
O terceiro álbum solo de Hodgson se chamou Open the Door, gravado na França, e lançado em 2000.
Em 2001, ele participou como membro da All-Starr Band tocando o vilão principal, e a partir dessa experiência, tem composto com Trevor Rabin (que apareceu em uma das faixas do disco Open the Door) e Ringo Starr. Ele também é co-autor do single "Walls" no disco Talk da banda Yes.
Hodgson continua fazendo concertos solo, mas às vezes ele é acompanhado por músicos ou uma grande orquestra. Ele participou da série Night of the Proms concert series na Bélgica e Alemanha em 2004, como também do festiva do rock, Bospop in 2005.
Em Maio de 2006, Roger Hodgson foi homenageado pela ASCAP (Sociedade Americana de Compositores, Autores e Editores), pela autoria da música Give a Little Bit, uma das músicas mais tocadas do Acervo da ASCAP em 2005. Em Abril de 2008, ele foi homenageado pela ASCAP pela músicas Cupid's Chokehold, uma regravação de Breakfast in America feita pela banda Gym Class Heroes.
Em 30 de Novembro de 2005, fez seu primeiro concerto na Inglaterra após 20 anos, no Shepherd's Bush, Londres. A apresentação foi documentada e agendado para virar um DVD, a ideia, porém, foi abortada. O concerto acontecido no Palácio das Artes de Montreal, Canadá em 6 de Junho de 2006 acabou sendo seu primeiro DVD, lançado em 21 de Agosto de 2006, intitulado Take The Long Way Home - Live In Montreal Em Outubro de 2006, o DVD recebeu o disco de platina pela CRIA (Associação Canadense das Indústrias de Estúdios de Gravação).
Hodgson participou como orientador (mentor) na versão canadense de 'Ídolos', junto com Dennis DeYoung.
Em 1º de julho de 2007, Hodgson tocou no Concerto para Diana, no Estádio Wembley, em Londres, Reino Unido. Ele tocou um pout-pourri de suas músicas mais famosas: "Dreamer", "The Logical Song", "Breakfast in America" e "Give A Little Bit".
Uma nova 'turnê' foi iniciada em maio de 2007, que incluiu o Reino Unido. Em setembro de 2008, Roger Hodgson brindou o público de São Paulo, Rio de Janeiro e Brasília com um show.
No ano de 2010, ele volta a fazer uma turnê mundial, na qual ele visitará os Estados Unidos da América,   Austrália , Nova Zelândia, América do Sul, Europa e Canadá. Em 2012, Hodgson volta ao Brasil com shows em dez capitais brasileiras e em Campinas. Na lista de capitais figuram Porto Alegre, Curitiba, Vitória, São Paulo, Rio de Janeiro, Belo Horizonte, Brasília, Recife e Fortaleza.
Em 16 de outubro de 2014 apresentou-se, com sua banda, pela primeira vez no estado de Santa Catarina, na cidade de Biguaçu, Grande Florianópolis.
A tournê mundial de Hodgson continua em 2017 com concertos no Brasil, Argentina, Uruguai, Irlanda, Inglaterra, Holanda, França, Alemanha, Suíça, Bélgica, Espanha, Itália, EUA, Canadá e Luxemburgo. Em Dezembro de 2017, Hodgson fará a digressão do “Night of the Proms”, com 17 espectáculos na Alemanha e Luxemburgo. A revista Subba-Cultcha comentou acerca da tournê de Hodgson: “Alternando entre orgão eléctrico, grande piano e diversas guitarras, sem esforço, Hodgson tece a música em torno do seu público, oferecendo, nalguns casos, uma libertação emocional quase catártica”…”A sua voz e teclas ritmadas instantaneamente reconhecidas estão tão bem como irão ouvir, e a verdadeira amizade e personalidade de Hodgson chega-nos em ondas do palco para o público.” Durante os seus concertos, Hodgson costuma partilhar histórias com o público acerca de como foram escritas as suas canções e “relaciona-se profundamente com os seus fans, de uma forma que poucas estrelas da sua estatura fazem.

## Discografia

### Álbuns solo
Para ver seu trabalho com o Supertramp, veja Discografia do Supertramp entre 1969 e 1982
| 1984 | In the Eye of the Storm |
| 1987 | Hai Hai                 |
| 1997 | Rites of Passage (Live) |
| 2000 | Open the Door           |

### DVDs
| 2006 | Take The Long Way Home (DVD) - Live In Montreal |